# 2026

## Esdeveniments
- Es compleixen 25 anys de la fundació de Viquipèdia, que fou fundada el 15 de gener de 2001.

Països Catalans
- Barcelona: Està prevista la finalització de les obres de la Sagrada Família, coincidint amb la data del centenari de la defunció d'Antoni Gaudí i Cornet.[1]
- Barcelona: Capital Mundial de l'Arquitectura.[2]

Món
- Bulgària: Està previst que adopti l'euro com a moneda i esdevingui el 21è estat de l'eurozona.[3]
- 6 de febrer - 22 de febrer - Milà i Cortina d'Ampezzo: Celebració dels Jocs Olímpics d'Hivern de 2026.

## Naixements
Països Catalans
Món

## Necrològiques
Països Catalans
Món

## 2026 en la ficció
Metropolis (pel·lícula) està ambientada en un 2026 distòpic.